# Jaboti
Jaboti är en kommun i Brasilien.   Den ligger i delstaten Paraná, i den södra delen av landet, 900 km söder om huvudstaden Brasília. Antalet invånare är 4 895.
Omgivningarna runt Jaboti är huvudsakligen savann. Runt Jaboti är det ganska glesbefolkat, med 40 invånare per kvadratkilometer.